# Patricia Tourancheau
Patricia Tourancheau, née en 1959 à Chantonnay en Vendée,, est une journaliste, auteure et réalisatrice française.

## Biographie

### Famille et enfance
Patricia Tourancheau naît à Chantonnay en Vendée. Son père gère une entreprise de transport. Très tôt, elle se montre douée pour l'écriture. Elle a été membre des Éclaireuses Éclaireurs de France.

### Carrière
Elle étudie à l'IUT de journalisme de Bordeaux en 1984-1985,. À partir de 1985, elle travaille débute une carrière de trente ans à Libération, en tant que chargée de la police et du banditisme, du terrorisme, des affaires criminelles et des faits divers. Elle étudie les cold cases, ces affaires criminelles non élucidées profondément ancrées dans la mémoire collective. Elle a notamment suivi l'affaire Guy Georges et l'affaire Rey-Maupin pour le quotidien. Elle est la première journaliste autorisée à passer douze jours en immersion à la brigade criminelle. Elle cultive de nombreuses sources au sein de la police et du milieu judiciaire,.
Le film L'Affaire SK1 (2014) se base notamment sur l'un de ses ouvrages, Guy Georges : La traque.
En 2018, elle consacre un essai à l'affaire Grégory qu'elle reprend depuis le début, en 1984. Un an plus tard, elle co-réalise une série-documentaire sur cette même affaire pour Netflix.
En 2019, elle écrit le livre Le Magot sur le lien entre le tueur en série Michel Fourniret et le gang des postiches, fait qu'elle avait précédemment révélé dans Libération. En 2022, elle publie un livre-enquête sur François Vérove, dit Le Grêlé, violeur et tueur en série également policier.
Pendant ses années Libération, elle a réalisé une douzaine de documentaires sur la police pour France Télévisions et l'INA. Depuis 2018, elle a co-réalisé la série documentaire Grégory pour Netflix, le film Les Femmes et l'Assassin sur Guy Georges, la série Le Magot pour Canal+ et la série Insoupçonnable sur Le Grêlé pour France 2.
En septembre 2024, elle sort une édition poche de son livre sur l'affaire Grégory Villemin, agrémentée de nouveaux chapitres concernant les derniers rebondissements de l'affaire ainsi que l'issue d'une procédure judiciaire l'opposant à la famille de Bernard Laroche.